# Amisodaros
Amisodaros (altgriechisch Ἀμισώδαρος Amisṓdaros oder Ἀμισόδαρος Amisódaros) ist eine Person der griechischen Mythologie.
Amisodaros ist nach Homer König der Lykier und Vater von Maris und Atymnios, die beide im Trojanischen Krieg von den Söhnen Nestors getötet werden. Er zog das Ungeheuer Chimaira auf, das für den Tod vieler Menschen verantwortlich ist. Bei Plutarch ist er ein Seeräuber, der bei den Lykiern Isaras (Ἰσάρας Isáras) genannt wird und aus der lykischen Kolonie Zelaia in der Nähe von Troja stammt.
Im Scholion zur Ilias wird er mit Iobates vertauscht und als König von Karien und Vater des Bellerophon bezeichnet.